# Nora Miao
Nora Miao, Mandarijn: Miao Ke-Xiu, Kantonees: Miu Ho-Sau (Hongkong, 8 februari 1952), is een actrice uit Hongkong, die in veel Kung Fufilms heeft gespeeld. Zij woonde en werkte zowel in Hongkong als in Taiwan, en reisde als actrice veel rond in Oost-Azië en Zuidoost-Azië.
Aan het eind van de zestiger jaren van de twintigste eeuw begon haar filmcarrière. Nora Miao kreeg een contract voor diverse films bij de filmmaatschappij Golden Harvest in Hongkong. Zij is vooral beroemd geworden door de films van Bruce Lee. In bijvoorbeeld de film Fist of Fury speelt zij de rol van het meisje van de held. Doordat zij deze rol ook speelt in de film New Fist of Fury, waarin Jackie Chan de hoofdrol speelt, is deze laatste film een heel natuurlijk vervolg op Fist of Fury. Verder speelde ze een belangrijke rol in Bruce Lee's films The Big Boss en The Way of the Dragon.
Later is Nora Miao in Canada gaan wonen, waar ze meewerkt aan radioprogramma's.

## Filmografie
- Dealer/Healer (2017)
- L for Love, L for Lies Too (2016)
- My Love Sinema (2016)
- Vulgaria (2012)
- Merry-Go-Round (2010)
- Run Papa Run! (2008)
- The Flower, the Killer (1981)
- The Last Duel (1981)
- Young Dragon (1979)
- Dragon Fist (1979)
- Snake and Crane Arts of Shaolin (1978)
- Clans of Intrigue (1977)
- New Fist of Fury (1976)
- The Skyhawk (1974)
- Tokyo-Seoul-Bangkok (1973)
- The Way of the Dragon (1972)
- Fist of Fury (1972)
- The Big Boss (1971)
- The Blade Spares None (1971)
- The Invincible Eight (1971)

- Bibsys: 11050959
- Biblioteca Nacional de España: XX1272132
- Bibliothèque nationale de France: cb140437602 (data)
- Gemeinsame Normdatei: 119280399X
- International Standard Name Identifier: 0000 0001 0901 1863
- Library of Congress Control Number: no2004106709
- Nationale Bibliotheek van Tsjechië: xx0222921
- SNAC: w6ww7mrt
- Système universitaire de documentation: 151175373
- Virtual International Authority File: 51890793
- WorldCat: E39PBJwHcjWvpMpXPKmBjpbWXd